# Татарское Пимурзино
Тата́рское Пиму́рзино (тат. Татар Биморзасы) — деревня в Буинском районе Республики Татарстан, в составе Кошки-Теняковского сельского поселения.

## Этимология названия
Топоним произошёл от этнонима «татар» и антропонима «Биморза».

## География
Деревня находится в 18 км к югу от районного центра, города Буинска. Через село проходит автомобильная дорога межрегионального значения Р-241 «Казань – Ульяновск».

## История
Основание деревни Татарское Пимурзино (также была известна под названием Новое Пимурзино) относят к середине XVII века.
В сословном отношении, в XVIII столетии и вплоть до 1860-х годов жителей деревни причисляли к удельным крестьянам (до 1835 года — государственные крестьяне). Их основными занятиями в то время были земледелие, скотоводство.
По сведениям из первоисточников, в начале XX столетия в деревне действовали мечеть, медресе.
С 1931 года в деревне работали коллективные сельскохозяйственные предприятия, с 2004 года — сельскохозяйственные предприятия в форме ООО.
Административно, до 1921 года деревня относилась к Буинскому уезду Симбирской губернии, с 1920 года — к  Буинскому кантону, с 1930 года (с перерывом) — к Буинскому району Татарстана.

## Население
Национальный состав
Согласно результатам переписи 2002 года, в национальной структуре населения села татары составляли 97% из 90 человек.

## Религиозные объекты
Мечеть (1990-е годы).